# Manitobameer
Het Manitobameer (Engels: Lake Manitoba) is een meer in de Canadese provincie Manitoba. Het ligt ongeveer 75 km ten noordwesten van Winnipeg.
Het Manitobameer is een overblijfsel, evenals de nabijgelegen Winnipegmeer, Winnipegosismeer en Cedarmeer, van het nu verdwenen Agassizmeer dat in de prehistorie een groot deel van Noord-Amerika bedekte.
Het 200 km lange meer is via de Waterhenrivier verbonden met het Winnipegosismeer en watert via de rivier de Dauphin af in het Winnipegmeer.